# José Flores Laguna
José Flores Laguna (Villamayor de las Iviernas, 1817-1888) fue un músico español.

## Biografía
Nació en la localidad guadalajareña de Villamayor de las Iviernas el 3 de mayo de 1817. Hizo sus primeros estudios con Juan Lorenzo Muñoz en la catedral de Sigüenza, de la que fue triple cuando niño. Después obtuvo una plaza en el colegio de infantes de San Felipe Neri de la misma ciudad. En Madrid, fue primer contralto de la Real Capilla de Señoras Descalzas de la capital, donde fundó el orfeón de El Fomento de las Artes y el del Artístico Matritense, de los que fue director y presidente. Flores Laguna, que habría fallecido en 1888, fue autor de obras como El cuadro sinóptico-histórico-musical, El Vidia-pason, Tetracordos y signos griegos, Método teórico-práctico para los orfeones, Método de canto llano y figurado, Plegaria matutina, Estudios sobre el transporte de los tonos en los instrumentos de teclado, Bidiapasones, tonos, tetracordos y signos musicales usados en los primeros tiempos, Repertorio clásico musical, Grupo de la llaves: y vreve esplicacion para el traspoorte de los tonos y Guía general, notas y reglas del cuadro sinóptico-histórico-musical y repertorio clásico, entre otras.